# Commanderie de Hargimont
La commanderie d'Hargimont est située sur l'actuelle commune belge de Marche-en-Famenne, entre Marche-en-Famenne (province de Luxembourg et Rochefort (Province de Namur).

## Histoire
La commanderie d'Hargimont fut fondée en 1191, grâce à une donation des ducs de Lorraine-Luxembourg.
Le domaine templier d'Hargimont formait tout un village avec certains droits pour les paysans.
Elle dépendait de la commanderie de Villers-le-Temple.

## Source
- Projet Beaucéant par Christophe STAF